# باغ‌وحش مخفی
باغ‌وحش مخفی (انگلیسی: Secret Zoo; کره‌ای: 해치지않아) یک فیلم کمدی محصول سال ۲۰۲۰ کره جنوبی به کارگردانی سون جه گون و با بازی آن جه-هونگ، کانگ سو-را، پارک یونگ گیو و جون یو-بین است. این فیلم برپایه وب‌تون I Don't Bully You اثر هون است. باغ‌وحش مخفی در ۱۵ ژانویه ۲۰۲۰ در کره جنوبی و در ۲۴ ژانویه ۲۰۲۰ در آمریکا منتشر شد.